# Dactylophysus
Dactylophysus là một chi bọ cánh cứng trong họ 
Elateridae.
Chi này được miêu tả khoa học năm 1892 bởi Fleutiaux.

## Các loài
Các loài trong chi này gồm:
- Dactylophysus mendax Candèze, 1859
- Dactylophysus mendax (Candèze, 1859)
- Dactylophysus tibialis Candèze, 1859